# Yūhi Todome
Yūhi Todome (留目夕陽?, Todome Yūhi; Tokyo, 18 giugno 2002) è un ciclista su strada giapponese che corre per il team EF Education-EasyPost.

## Palmarès

### Strada
- 2022 (EF Education-Nippo Development Team, una vittoria)

Campionati giapponesi, Prova a cronometro Under-23

#### Altri successi
- 2021 (Dilettanti)

Classifica giovani Tour of Japan
- 2022 (EF Education-Nippo Development Team)

Classifica scalatori Tour de Hokkaido

## Piazzamenti

### Classiche monumento
- Milano-Sanremo

2024: 94º

### Competizioni mondiali
- Campionati del mondo

Wollongong 2022 - Cronometro Under-23: 21º
Wollongong 2022 - In linea Under-23: ritirato
Glasgow 2023 - Cronometro Under-23: 23º
Glasgow 2023 - In linea Under-23: 36º